# Sobór Fiodorowskiej Ikony Matki Bożej w Puszkinie

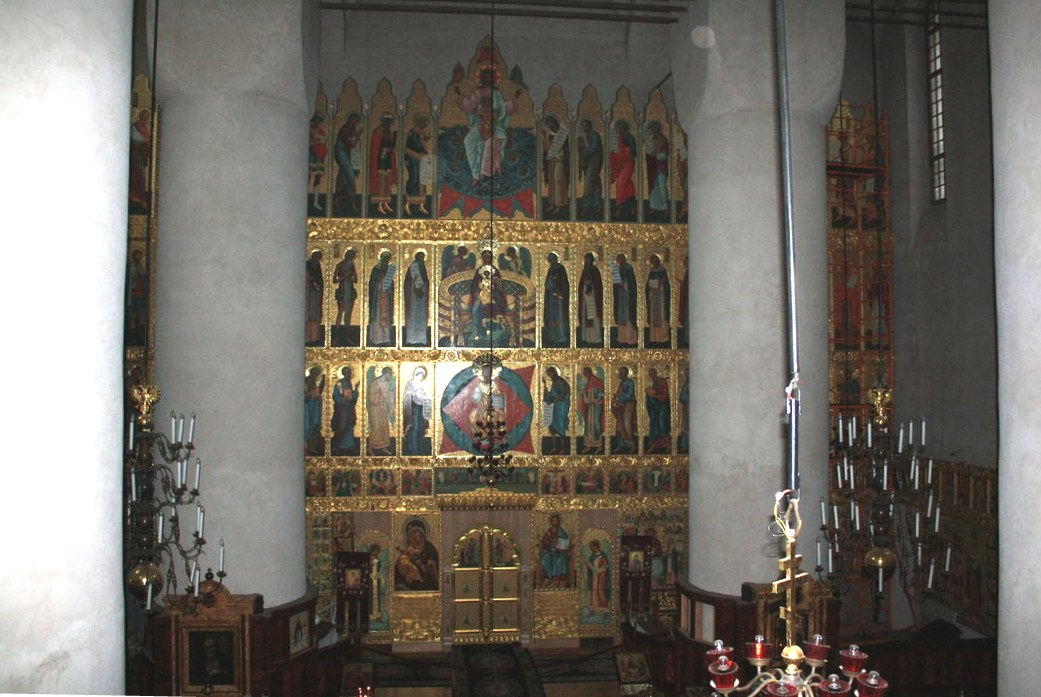
Wnętrze (2009)

Sobór Fiodorowskiej Ikony Matki Bożej – prawosławny sobór w Puszkinie, na terenie Carskiego Sioła, wzniesiony w latach 1909–1912 z fundacji rodziny carskiej.

## Historia
Sobór został wzniesiony w latach 1909–1912 z prywatnej fundacji rodziny ostatniego cara rosyjskiego Mikołaja II jako część nigdy nie ukończonego Miasteczka Fiodorowskiego. Autorem projektu całości był Władimir Pokrowski, który w swojej pracy wzorował się na soborze Zwiastowania w obrębie Kremla moskiewskiego. Patronką świątyni została Fiodorowska Ikona Matki Bożej, patronująca zarazem rodowi Romanowów. Początkowo sobór miał być świątynią wojskową trzech pułków osobistej ochrony rodziny carskiej. Projekt cerkwi był kilkakrotnie zmieniany już w trakcie budowy. Początkowo zakładano m.in. wzniesienie jednonawowej świątyni z dwoma ołtarzami bocznymi, koncepcja urządzenia cerkwi dolnej i górnej została przyjęta już w trakcie prac budowlanych. W górnej świątyni miały znajdować się dwa ołtarze, jednak ostatecznie powstał tylko jeden z nich.
Sobór był tradycyjnym miejscem prywatnej modlitwy rodziny carskiej. W szczególności rolę taką spełniała dolna cerkiew, gdzie głęboko religijna caryca Aleksandra Fiodorowna miała nawet osobną kaplicę. W dolnej cerkwi zgromadzono relikwie związane z kanonizowanym kilka lat wcześniej św. Serafinem z Sarowa. Wstęp do świątyni mieli tylko Romanowowie oraz członkowie ich osobistej straży z żonami. Jedynie na większe święta rozdawane były imienne zaproszenia dla innych osób.
Po rewolucji październikowej sobór stał się zwykłą cerkwią parafialną. Budowla pozostawała czynna dla wiernych do 1934, gdy została im odebrana i zaadaptowana na cele świeckie. W górnej świątyni rozmieszczono salę kinową, w dolnej – kinowe archiwum. Wyposażenie obiektu było stopniowo rozkradane, częściowo trafiło do muzeów. Obiekt uległ poważnym zniszczeniom w czasie II wojny światowej (zniszczenie części ścian i kopuły), w kolejnych dziesięcioleciach był wykorzystywany jako magazyn. W latach 1985–1995 wyremontowany, od 1992 był ponownie użytkowany przez Rosyjski Kościół Prawosławny. Przez cztery pierwsze lata nabożeństwa odbywały się wyłącznie w cerkwi dolnej, od 1996 – także w górnej.

## Architektura
W budynku soboru znajdują się dwie cerkwie na dwóch poziomach – oprócz właściwego soboru Fiodorowskiej Ikony Matki Bożej funkcjonuje również dolna cerkiew św. Serafina z Sarowa. Z zewnątrz obiekt dekorowany jest mozaiką wykonaną w pracowni W. Frołowa.
Wyposażenie wnętrze cerkwi nawiązuje do siedemnastowiecznej rosyjskiej sztuki sakralnej. Pięciorzędowy ikonostas skomponowany został z ikon wzorowanych na starszych wizerunkach i wykonanych w pracowniki Jemieljanowa. Również naczynia liturgiczne, odlane w firmie Ołowianisznikowa, nawiązują formą do swoich XVII-wiecznych odpowiedników. W dolnej cerkwi znajdują się oryginalne siedemnastowieczne ikony, zaś ściany pokrywa ciemna tkanina oraz polichromowane ornamenty.